# Legosoldat
En legosoldat eller legoknekt är en soldat som deltar i krig i främmande land mot betalning.
Enligt Genèvekonventionernas tilläggsprotokoll I är en legosoldat en person som uppfyller alla kriterierna:
- är speciellt värvad för att delta i väpnad konflikt
- som faktiskt deltar direkt i strid
- som motiveras att delta i strid väsentligen för egen vinning
- har blivit lovad betydligt högre ersättning än den som lovas eller betalas till krigsmän av motsvarande grad
- inte är medborgare i någon av de stridande staterna eller bosatt i territorium kontrollerat av dessa
- inte är medlem av de stridande parternas väpnade styrkor och
- inte har blivit sänd av tredje land på officiellt uppdrag som medlem av dess väpnade styrkor.[2]

Definitionen syftar till att utesluta bland andra främlingslegionärer, frivilligsoldater och Gurkhasoldater.
Legosoldater har inte rätt till samma skydd som kombattanter och krigsfångar. Enligt Genèvekonventionerna har en stridande person som tillfångatagits rätt till en krigsfånges rättsliga skydd tills denne kan ställas inför en behörig domstol. Om domstolen bevisar att personen är en legosoldat förlorar denne krigsfångeskyddet, men inte andra rättsliga skydd, som skyddet från tortyr och godtycklig avrättning.
Legosoldater har haft en betydande roll i många krig, bland annat trettioåriga kriget på 1600-talet, och krigen under renässansens Italien. Niccolò Machiavelli rekommenderade att man inte bör ha legosoldater i sitt skydd, därför att de brukar vara odisciplinerade, oorganiserade, fega och förrädiska, egenskaper som han bevittnade när han var Florens överbefälhavare 1503–1506.
Definitionen av legosoldater har under 2000-talet blivit mer oklar. Bland annat är det svårt att avgöra huruvida civil bevakningspersonal vid militärföretag räknas som legosoldater. Sådan personal från bland annat Academi (tidigare Blackwater) har arbetat under ockupationen av Irak.
Bland kända legosoldater kan nämnas Jackie Arklöv som var legosoldat för Kroatien i Bosnien och Hercegovina. Han dömdes senare för krigsförbrytelser som var begångna under den tiden. Wagnergruppen är ett ryskt företag som tillhandahåller legosoldater i konflikter i olika delar av världen.